# San Benito (Punata)
San Benito ist eine Landstadt im Departamento Cochabamba im südamerikanischen Anden-Staat Bolivien.

## Lage im Nahraum
San Benito ist der zentrale Ort des Municipios San Benito in der Provinz Punata. Die Ortschaft liegt am Nordrand einer 15 × 25 Kilometer großen fruchtbaren Ebene auf einer Höhe von 2724 m, acht Kilometer südlich des Cerro Tuti (4102 m), der höchsten Erhebung zwischen San Benito und Cochabamba, der Hauptstadt des gleichnamigen Departamentos.

## Geographie
San Benito liegt im Übergangsbereich zwischen dem bolivianischen Altiplano im Westen und dem bolivianischen Tiefland im Osten.
Die mittlere Durchschnittstemperatur der Region liegt bei knapp 18 °C (siehe Klimadiagramm Cochabamba) und schwankt nur unwesentlich zwischen 14 °C im Juni und Juli und 20 °C im November. Der Jahresniederschlag beträgt etwa 450 mm, bei einer ausgeprägten Trockenzeit von Mai bis September mit Monatsniederschlägen unter 10 mm, und einer Feuchtezeit von Dezember bis Februar mit 90 bis 110 mm Monatsniederschlag.

## Verkehrsnetz
San Benito liegt in einer Entfernung von 41 Straßenkilometern südöstlich von Cochabamba, der Hauptstadt des Departamentos.
Durch San Benito führt die Nationalstraße Ruta 7, die von hier aus die östlich gelegene Cordillera Oriental auf ihrem Weg ins Tiefland durchquert und mit einer Gesamtlänge von 488 Kilometern über die Städte Tolata und Samaipata bis in die Tieflandmetropole Santa Cruz führt.

## Bevölkerung
Die Einwohnerzahl der Ortschaft ist in den vergangenen beiden Jahrzehnten auf fast das Doppelte angestiegen:
| Jahr | Einwohner | Quelle       |
| ---- | --------- | ------------ |
| 1992 | 1548      | Volkszählung |
| 2001 | 2029      | Volkszählung |
| 2012 | 4221      | Volkszählung |
| 2024 |           | Volkszählung |

Die Region weist einen hohen Anteil an Quechua-Bevölkerung auf, im Municipio San Benito sprechen 90,7 Prozent der Bevölkerung Quechua.